# Witnica (gemeente)
De gemeente Witnica is een stad- en landgemeente in het Poolse woiwodschap Lubusz, in powiat Gorzowski.
De zetel van de gemeente is in Witnica.
Op 30 juni 2004 telde de gemeente 13 034 inwoners.

## Oppervlakte gegevens
In 2002 bedroeg de totale oppervlakte van gemeente Witnica 278,25 km², waarvan:
- agrarisch gebied: 44%
- bossen: 44%

De gemeente beslaat 23,02% van de totale oppervlakte van de powiat.

## Demografie
Stand op 30 juni 2004:
| Omschrijving                   | Totaal | Totaal | Vrouwen | Vrouwen | Mannen | Mannen |
| ------------------------------ | ------ | ------ | ------- | ------- | ------ | ------ |
| eenheid                        | aantal | %      | aantal  | %       | aantal | %      |
| inwoners                       | 13 034 | 100    | 6708    | 51,5    | 6326   | 48,5   |
| bevolkingsdichtheid (inw./km²) | 46,8   | 46,8   | 24,1    | 24,1    | 22,7   | 22,7   |

In 2002 bedroeg het gemiddelde inkomen per inwoner 1280,35 zł.

## Aangrenzende gemeenten
Bogdaniec, Dębno, Kostrzyn nad Odrą, Krzeszyce, Lubiszyn, Słońsk

## Administratieve plaatsen (sołectwo)
Białcz, Białczyk, Boguszyniec, Dąbroszyn, Kamień Mały, Kłopotowo, Krześniczka, Mosina, Mościce, Mościczki, Nowe Dzieduszyce, Nowiny Wielkie, Oksza, Pyrzany, Sosny, Stare Dzieduszyce, Świerkocin.

## Overige plaatsen
Dzięciołki, Kamień Wielki, Tarnówek.
- Virtual International Authority File: 311812504